# رود اومونو
رود اومونو (به لاتین: Omono River) یک رود در ژاپن است که در استان آکیتا واقع شده‌است.